# 天主教圣米格尔-保利斯达教区
天主教聖米格爾-保利斯達教區（拉丁語：Dioecesis Sancti Michaëlis Paulinensis），是巴西一個天主教教區，位於東南部聖保羅州聖保羅東部。屬聖保羅總教區。
教區成立於1989年3月15日。2010年有教友2,300,000人，佔總人口80.0%。有九十九個堂區、司鐸141人。現任教區主教為曼奴埃爾·帕拉多·卡拉爾。